# 动物行为学
動物行為學（英語：Ethology），或行為生物學（英語：Behavioral Biology），是一個旨在以科學方法探討動物行為的現象和成因的綜合領域。作為一個獨立學術研究領域，現代動物行為學的創始者被認為是尼古拉斯·廷貝亨和康拉德·洛倫茲等學者。現代動物行為學是實驗室科學和現場科學的結合，與某些其他學科（如神經解剖學、生態學、演化）有密切聯繫。動物行為學家專注於研究特定行為過程（且不專注於特定物種），並經常研究許多不相關的動物的特定行為現象（如攻擊行為傾向）。

## 名詞解釋
英文中的動物行為學稱做 ethology，這個字源自於希臘文中的 ethos，有風俗習慣、社會思潮的意思。一樣源自於希臘文 ethos 的字還有 ethic（道德倫理）等。

## 比較心理學與行為學的差異
比較心理學也探討動物的行為，但是相對動物行為學來說，比較心理學屬於心理學的一門，而不是生物學的一門。因此，比較心理學用人類心理學的角度來研究行為；而動物行為學從動物的解剖學、生理學的角度來研究行為。早期的比較心理學將重心放在人工環境下的行為，且專注於學習行為的研究；而早期動物行為學則是將重心放在自然環境，並且通常用本能來描述動物的行為。這兩個學門的互補性大過競爭性，但是兩者有不同的觀點，而且有時候會在一些研究問題上產生衝突。
在20世紀，比較心理學研究在北美洲有較大的發展，而動物行為學研究在歐洲較為風行，兩種學科也導出了不同的哲學思想基礎。實際上的差異是，在早期的比較心理學研究中，是從很少數的物種行為中得到廣泛延伸的知識；而動物行為學家是從許多不同物種的行為中找出規則，而且動物行為學比比較心理學使用更多的比較方法。在北美，多數的動物行為學家屬於大學心理學系。

## 達爾文主義與行為學初期發展
由於動物行為學是生物學的一支，因此行為學家的研究也包括了行為的演化，以及行為受天擇的影響。達爾文是最早研究動物行為的科學家之一，他的著作《動物與人類的情緒表達》（The expression of the emotions in animals and men），影響了後來的行為學家。
喬治·羅曼斯（George Romanes）用擬人（anthropomorphic）和逸事認知主義（anecdotal cognitivism）的方法調查動物的學習和智力。而奧斯卡·海因洛斯和朱利安·赫胥黎，將重心放在以「自然的」、「本能的」來解釋在特殊環境下整個物種共有的行為，並建立這些行為之間關聯性的習性譜。

## 固定行為型態與動物間的溝通
固定行為型態（Fixed action patterns、FAPs）的研究，是行為學研究重要的一步，歸功於康拉德·勞倫茲以及他的良師益友奧斯卡·海因洛斯。這個研究是由海因洛斯和勞倫茲所做，而後由勞倫茲發表。
勞倫茲的描述中，以發生在可辨識的刺激（稱做信號刺激或釋放刺激）產生的本能反應來解釋固定行為型態。這些固定行為型態能夠在不同物種間比擬，且行為的相似和差異能夠輕易的和型態學上的相似和差異做比較。
在海因洛斯所做最重要且最常被引用的鴨科（包括鴨、雁、鵝）研究中使用了這個方法。動物行為學家認為接受刺激並產生固定行為型態是一隻動物與同物種的成員在行為上或外在表現上的共同特色，且少量幾種固定行為型態便能在動物的溝通行為中扮演重要媒介。
較為複雜的調查研究是由卡爾·馮·弗利所進行的被稱做舞蹈語言的蜜蜂之間的溝通方式。此外，勞倫茲以對自然中的固定行為型態和動物發出這些行為的情況，發展了一個動物溝通方式的演化的理論。.

## 印痕
印痕(imprinting)是洛倫茲所做的另一個重要研究，對象是幼年期的離巢鳥類。勞倫茲觀察到這些雛鳥(如雁、雞)自發性的從孵化後的第一天便跟隨他們的母親。勞倫茲並發現在人工孵養的情形中這種反應能夠被強行的刺激，且只在出生後的一段關鍵時期（又稱敏感時期）有效。（人類此關鍵時期約在 18 個月大至 3 歲左右。）

## 庭伯根的四個問題
康拉德·洛倫茲的合作夥伴庭伯根認為研究動物行為有四個必須探討的問題。
- 1. 機能（Function）：行為如何影響動物的生存機會和繁殖機會?
- 2. 因果關係（Causation）：引起反應的刺激是什麼，這個反應如何在學習過程中修正?
- 3. 發育（Development）：行為如何在年齡增加過程中變化，以及哪些早期的經驗對行為的表現是必須的?
- 4. 演化歷程（Evolutionary history）：一個行為與其他親源物種的相似行為的比較，以及這些行為的發展史。

## 行為學的盛行
第二次世界大戰前，經過了勞倫茲和庭伯根的研究，動物行為學在歐洲大陸發展旺盛。戰後庭伯根到了牛津大學，並使得動物行為學在英國發展開來，除了庭伯根之外，還有劍橋大學的威廉·索伯（William Thorpe）、羅伯特·亨得（Robert Hinde）、派崔克·巴特森（Patrick Bateson）也是較有名的行為學家。
1973年，勞倫茲、庭伯根、馮弗利因動物行為學的研究獲得了諾貝爾獎。

## 群體行為學與當代的發展
群體行為學，中文也可以稱做社會行為學。在1970年，英國的動物行為學家約翰·克魯克發表了一個重要論文，他將比較行為學和群體行為學做出分辨，並認為當時的行為學研究將動物以個體為單位做研究，應該算是比較行為學。而未來的動物行為學家應該更重視群體的行為與牠們的群體結構。
艾德華·威爾森在1975年出版了《社會生物學：新的综合》（Sociobiology：The New Synthesis）。從那時開始，行為研究更為重視群體的觀點。這也是受到艾德華·威爾森和理察·道金斯的達爾文主義的影響。
行為生態學的發展也參與了行為學的改變。此外，動物行為學也與比較心理學結合，使得現代的行為研究，統合了動物的認知、比較心理學、動物行為學、社會生物學、行為生態學。

## 延伸閱讀
- Burkhardt, Richard W. Jr. "On the Emergence of Ethology as a Scientific Discipline." Conspectus of History 1.7 (1981). （页面存档备份，存于）
- Klein, Z.  (PDF). Neuroendocrinology Letters. 2000, (21): 477–481  [2016-09-10]. （原始内容 (PDF)存档于2016-03-03）.
- Karen Shanor and Jagmeet Kanwal: Bats Sing, Mice Giggle: Revealing the Secret Lives of Animals, Icon (2009). 'Accessible to the lay reader and acceptable to the scientific community' (The Daily Telegraph), 10 October 2009.
- Medicus Gerhard (2015). Being Human – Bridging the Gap between the Sciences of Body and Mind. Berlin: VWB

## 外部連結
- Konrad Lorenz Institute for Evolution and Cognitive Research （页面存档备份，存于）
- Center for the Integrative Study of Animal behavior （页面存档备份，存于）
- Applied Ethology
- Ethology in the world of the horse — whisperers and new masters
- Abstracts of the XXIX Ethological Conference
- Center for Avian Cognition （页面存档备份，存于） University of Nebraska (Alan Kamil, Alan Bond)
- . knowledgenetwork.alumni.msu.edu. Michigan State University. （原始内容存档于2012-12-10）.

Diagrams on Tinbergen's four questions
- The Four Areas of Biology
- The Four Areas of Biology AND levels of inquiry（页面存档备份，存于）